# سلطان الکواری
سلطان الکواری (عربی: سلطان الكواري؛ زادهٔ ۳ اوت ۱۹۹۵) یک بازیکن فوتبال اهل قطر است.

## باشگاهی
از باشگاه‌هایی که در آن بازی کرده‌است می‌توان به السیلیه و الریان اشاره کرد.

## تیم ملی
وی همچنین در تیم ملی فوتبال Qatar U-20 بازی کرده است.